# Rhaphidophora nicolsonii
Rhaphidophora nicolsonii là một loài thực vật có hoa trong họ Ráy (Araceae). Loài này được P.C.Boyce miêu tả khoa học đầu tiên năm 1999.